# Schwebstofffilter

Schwebstofffilter im Schnitt mit Abscheideprinzipien

Schwebstofffilter sind Filter zur Abscheidung von Schwebstoffen aus der Luft. Sie zählen zu den Tiefenfiltern und scheiden Partikel mit einem aerodynamischen Durchmesser kleiner 1 µm ab, z. B. Bakterien und Viren, Pollen, Milbeneier und -ausscheidungen, Stäube, Aerosole und Rauchpartikel.
Nach zunehmender Abscheidewirksamkeit werden Schwebstofffilter unterteilt in:
- Hochleistungs-Partikelfilter (EPA = Efficient Particulate Air).
- Schwebstofffilter (HEPA = High-Efficiency Particulate Air/Arrestance)
- Hochleistungs-Schwebstofffilter (ULPA = Ultra-Low Penetration Air)

## Technik
Die verwendeten Filtermatten werden in den meisten Fällen in Sperrholz- oder Metallrahmen montiert, um sie einfach wechseln zu können. Das Filtermedium besteht wie bei den meisten Luftfiltern aus Glasfasermatten mit einem Faserdurchmesser von etwa 1 bis 10 µm. Da der Faserdurchmesser einer Größenverteilung unterliegt, sind Schwebstofffiltermittel inhomogen.  Zur Vergrößerung der Filterfläche sind die Matten meist wellen- oder zackenförmig in den Rahmen eingebaut.
Beim Wechseln der Filter muss vermieden werden, dass abgeschiedene Schadstoffe freigesetzt und eingeatmet oder berührt werden können. Deswegen werden in vielen Fällen Filtergehäuse eingesetzt, die einen berührungslosen Filterwechsel erlauben (Schutzsack-Wechselmethode).

## Wirkungsweise
Der Vorgang der Partikelabscheidung im Schwebstofffilter erfolgt generell auf drei verschiedene Arten (vgl. Abb.):
- Sperreffekt (Interzeption): Kleinere Partikel, welche dem Luftstrom um die Filterfaser folgen, bleiben haften, wenn sie der Filterfaser zu nahe kommen.
- Trägheitseffekt: Größere Partikel folgen nicht dem Luftstrom um die Faser herum, sondern prallen aufgrund ihrer Trägheit dagegen und bleiben haften.
- Diffusionseffekt: Auch sehr kleine Partikel (< 1 µm) folgen nicht dem Luftstrom, sondern haben durch ihre Zusammenstöße mit den Luftmolekülen eine der Brownschen Bewegung ähnliche Flugbahn und stoßen dadurch mit den Filterfasern zusammen, wobei sie haften bleiben.

## Geschichte
Entwickelt wurde diese Art von Filtern in den 1940er-Jahren im Zuge des Manhattan-Projekts, um gefährliche radioaktive Partikel aus der Raumluft zu entfernen. Nach dem Zweiten Weltkrieg wurden diese Filter für weitere Einsatzzwecke zugänglich gemacht und schrittweise klassifiziert.

## Einsatzbereich
Eingesetzt werden sie unter anderem im medizinischen Bereich, also in Operationsräumen, Intensivstationen und Laboratorien, sowie in Reinräumen, der Kerntechnik, in Flugzeugen und einigen Luftwäschern. Für die Auswahl der Filterklasse ist der jeweilige Einsatzzweck ausschlaggebend. Für die Einstufung von Räumen in verschiedene Reinraumklassen verwendet man die EN ISO 14644.
Vor allem für nicht-professionelle Anwendungen (z. B. Staubsauger) sind eine Vielzahl von Filtern im Angebot, die zwar die Bezeichnung HEPA im Namen tragen, jedoch nicht die u. g. Spezifikationen der EN-Normen garantieren. Auch außerhalb des räumlichen Anwendungsbereiches der EN-Normen ist die Bezeichnung HEPA in Verwendung. Jedoch werden hier sehr unterschiedliche, teils nicht vergleichbare Prüfbedingungen für die Bezeichnung angewandt.

## Effizienz und Standardisierung

### Europäische Normung
Für die Einstufung der verschiedenen Filter-Effektivitäten werden in Europa die Partikelfilterklassen von 1 bis 17 verwendet: je höher die Zahl, umso höher der garantierte Abscheidegrad. Die Europäische Norm für die Klassifizierung der Schwebstofffilter ist die EN 1822-1:2009.
Gemäß den bekannten Filtereffekten sind Partikel um 0,1 bis 0,3 Mikrometer am schwersten abzuscheiden (MPPS = most penetrating particle size). Größere und kleinere Partikel werden aufgrund ihrer physikalischen Eigenschaften besser abgeschieden.
In o. g. Norm werden EPA, HEPA und ULPA klassifiziert nach ihrer Effektivität für diese Korngrößen mittels eines Prüfaerosols aus Di-2-ethylhexyl-sebacat (DEHS). Unterschieden wird dabei zwischen der Gesamteffizienz des Filters und der schlechtesten lokalen Stelle:
|      | Filterklasse | Abscheidegrad (gesamt) | Abscheidegrad (lokal) |
| ---- | ------------ | ---------------------- | --------------------- |
| EPA  | E10          | > 85 %                 | —                     |
| EPA  | E11          | > 95 %                 | —                     |
| EPA  | E12          | > 99,5 %               | —                     |
| HEPA | H13          | > 99,95 %              | > 99,75 %             |
| HEPA | H14          | > 99,995 %             | > 99,975 %            |
| ULPA | U15          | > 99,9995 %            | > 99,9975 %           |
| ULPA | U16          | > 99,99995 %           | > 99,99975 %          |
| ULPA | U17          | > 99,999995 %          | > 99,9999 %           |

### Vereinigte Staaten
Anders als im Geltungsbereich der Europäischen Normen besteht auf dem Gebiet der Vereinigten Staaten nur der Begriff HEPA mit feststehendem Abscheidegrad. Der Abscheidegrad ist vergleichbar mit dem der Filterklasse H13 nach EN 1822-1:1998. Er beträgt nach DOE-STD-3020-97 - 99,97 Prozent für Partikel mit einer Größe von 0,3 µm.

## Prüfverfahren
Zur Prüfung des Filtermediums werden Proben daraus mit einem Prüfaerosol beaufschlagt und die Partikelanzahlkonzentrationen für verschiedene Partikelgrößen im An- und Abstrom gemessen.
Für die Prüfung des Filterelements wird dieses ebenfalls mit einem Prüfaerosol beaufschlagt; auf der Abströmseite des Elements erfolgt die Aufnahme eines Partikelstromprofils, das aufgrund von produktionsbedingten Unregelmäßigkeiten und Lecks variieren kann.
Die Prüfungen erfolgen jeweils im Neuzustand, der als ungünstigster Zustand angesehen wird.
Für jeden Filter gibt es eine Kennzeichnungspflicht, die folgende Angaben umfasst:
- Name des Herstellers, Typ und fortlaufende Seriennummer des Filters
- Hinweis auf die Prüfnorm DIN EN 1822
- Filterklasse
- Nennvolumenstrom

Jeder Filter erhält ein individuelles Prüfzertifikat/Prüfprotokoll zum Nachweis der Abscheideleistung, der normkonformen Prüfung inklusive Filtermedium und Prüfparameter. Jeder einzelne Filter wird dem Prüfverfahren nach DIN EN 1822 unterzogen. In der Einzelprüfung wird
- die Partikelgröße im Abscheidegradminimum des Filters ermittelt,
- die Leckfreiheit bei Nennvolumenstrom nachgewiesen (Referenz-Scanverfahren oder Ölfadentest)
- und mithilfe des Prüfaerosols (= Schwebstoffe in MPPS – Most Penetrating Particle Size) der Abscheidegrad/die Wirksamkeit des Filters von > 99,95 % oder 99,995 % festgestellt.[10]